# パンパス (ラグビー)
パンパス（西: Pampas）は、スーペル・ラグビー・アメリカス（SRA）に所属するアルゼンチン・ブエノスアイレスのラグビーユニオンチーム。

## 概要
南米最高峰のラグビーユニオンリーグであるスーペル・ラグビー・アメリカス（SRA）に参戦するアルゼンチンチームの1つとして創設。
パンパスのチーム名は、アルゼンチン中部に広がる草原地帯であるパンパに由来する。過去には、2010年から2015年にかけて南アフリカのボーダコムカップやオセアニアのワールドラグビーパシフィックチャレンジを転戦したパンパスXV（後述）というチームも存在した。

## 歴史
南アメリカで唯一のラグビーユニオンのプロリーグ、スーペルリーガ・アメリカーナ・デ・ラグビー（SLAR）が2020年に創設されると、アルゼンチンからはコルドバを拠点とするセイボスが参戦した。セイボスは1シーズン限りでリーグを脱退し、2021シーズンからはブエノスアイレスを拠点とするハグアレスXVが代わって参戦した。
2022年10月に、SLARが2023シーズンから北米にフランチャイズを拡大してスーペル・ラグビー・アメリカス（SRA）として刷新され、合わせてアルゼンチンから2チームの参加が決定すると、ハグアレスXVはリーグを脱退して、コルドバを拠点とするドゴスXVとブエノスアイレスを拠点とするパンパスが新たにSRAに参入することが決定した。

## タイトル
なし

## スコッド
2023シーズンのスコッド（2023年1月現在）
未定

## パンパスXV
パンパスXV（西: Pampas XV、発音: パンパス・キンセ）は、かつて南アフリカのボーダコムカップやオセアニアのワールドラグビーパシフィックチャレンジに所属していたアルゼンチンのラグビーユニオンチーム。ロス・プーマス、ハグアレスに次ぐアルゼンチンラグビー協会（UAR）のサードチームと見なされていた。

### 歴史
国内にラグビーのプロリーグを持たないアルゼンチンにおいて、国内選手のレベルアップを図るため、2010年にパンパスXVが創設された。2010シーズンから2013シーズンにかけて、南アフリカにおいてカリーカップに次ぐ大会であったボーダコムカップに参加。2011シーズンには初優勝を遂げた。これはアルゼンチンチームが国外のプロラグビー選手権で獲得した最初のタイトルとなった。
2014シーズンからはオセアニアで開催されるIRBパシフィックラグビーカップに転籍した。参入初年度にいきなり優勝を飾ると、大会名がワールドラグビーパシフィックチャレンジと改称された翌2015シーズンには2連覇を達成した。翌シーズンからハグアレスによるスーパーラグビー参戦が決定したことを受け、同年限りでパンパスXVは解散した。

### タイトル
- ボーダコムカップ
  - 優勝 1回（2011）
- IRBパシフィックラグビーカップ／ワールドラグビーパシフィックチャレンジ
  - 優勝 2回（2014, 2015）